# Fibrocondrogénesis
La fibrocondrogénesis es un raro desorden genético autosómico recesivo, una forma de osteocondrodisplasia que causa crecimiento anormal de tejido fibroso en el cartílago y tejidos relacionados al tejido conectivo. Es una forma letal de rizomelia (malformaciones que resultan como extremidades cortas y subdesarrolladas), los pacientes presentan una forma de enanismo exhibiendo displasia del esqueleto, malformaciones del hueso y displasia fibrosa (desarrollo anormal de fibroblastos, las células especializadas que forman y remodelan el tejido conectivo, que a su vez tiene un rol importante en la formación de la matriz extracelular y promueve la reparación de tejidos dañados). Las complicaciones que trae la enfermedad causan la muerte de estos pacientes durante la infancia.

## Características
La fibrocondrogénesis es un desorden congénito que presenta diversas características y hallazgos radiológicos, los cuales la distinguen de otras osteocondrodisplasias. Entre estas características se incluyen: diplasia fibrosa y fibrosis de los condrocitos (células que forman el cartílago) ensanchamiento y pronta desaparición de la metáfisis (porción que crece durante la niñez) de los huesos largos.
Otras características prominentes incluyen enanismo, costillas cortas con una apariencia cóncava, la mandíbula es más pequeña de lo usual, macrocefalia (cabeza prominente), hipoplasia torácica (tórax sin desarrollar), estómago más grande de lo normal, columna vertebral aplanada  y la deformidad no común de la lengua bífida (división de la lengua en dos, asemejando a las serpientes).

## Causas
La causa principal de platispondilia en la fibrocondrogénesis se le puede atribuir a extrañas malformaciones y defectos estructurales que se encuentran en el cuerpo de las vértebras que conforman la columna vertebral de los niños afectados, el diámetro anteroposterior del cuerpo vertebral se encuentra disminuido.
La fibrocondrogénesis altera la función normal de los condrocitos, fibroblastos, células metafísiarias y otras relacionadas con el cartílago, el hueso y el tejido conectivo.
La excesiva desorganización de los procesos celulares involucrados en la formación de cartílago y la osificación ósea, en combinación con la degeneración fibrosa de estas células y los errores de desarrollo y malformaciones sistémicas del esqueleto describen la gravedad de esta forma letal de osteocondrodisplasia.

## Genética

La fibrocondrogénesis tiene un patrón de herencia autosómico recesivo.

La fibrocondrogénesis es hereditaria de manera autosómica recesiva. Esto quiere decir que el gen responsable de este desorden se localiza en un autosoma, y dos copias del gen (una copia heredada por cada padre) son requeridas para un nacimiento con este desorden. Los padres de un individuo con un desorden autosómico recesivo, cargan una copia del gen defectuoso cada uno; pero usualmente ellos no presentan signos o síntomas de este desorden. Actualmente la mutación genética no específica ha sido establecida como la causa de la fibrocondrogénesis.
El onfalocele es una enfermedad congénita donde la pared abdominal se ha abierto, exponiendo parcialmente las vísceras del abdomen (típicamente los órganos del tracto gastrointestinal). La fibrocondrogénesis se cree que se encuentra relacionada con el onfalocele tipo III, lo que sugiere una posible asociación genética entre estos dos desórdenes.

## Epidemiología
La fribocondrogénesis es considerada una enfermedad rara. Un estudio realizado en 1996 en España, determinó una mínima prevalencia a nivel nacional para este desorden, reportando 8 casos a partir de una muestra de 1 158 067 nacimientos vivos.
Una universidad de Oriente Medio, la Universidad de los Emiratos Árabes Unidos reportó desde inicios de 2003 y durante 5 años la prevalencia de osteocondrodisplasias en los niños nacidos vivos. Durante el sondeo se registraron 38 048 nacidos vivos, se encontró que la fibrocondrogénesis es la forma más común de origen recesivo de las osteocondrodisplasias, con un índice de prevalencia  de 1,05 de 10 000 nacimientos.

Mientras que estos resultados representaron la incidencia dentro de los grupos estudiados, no se discutió lo poco común que es la prevalencia de fibrocondrogénesis. El estudio incluyó un alto número de hijos producto de matrimonios consanguíneos y fue un factor determinante como causa de la fibrocondrogénesis. También se incluyeron como factores determinantes: la baja tasa de diagnósticos tempranos durante el embarazo de distintos trastornos genéticos por amniocentesis, se incluyeron diversos embarazos a pretérmino en la región, y abortos previos como antecedente de la madre.

## Investigación Alterna
Los efectos fibrocatilaginosos de la fibrocondrogénesis en los condrocitos han demostrado tener potencial,  tanto para producir biomateriales terapéuticos ya sea por medio de la ingeniería en tejidos y manipulación de células madre, en especial células madre de los embriones humanos.
Se han utilizado estas células como cartílago curativo que reemplaza materiales en diferentes niveles celulares, con las benéficas aplicaciones que incluyen la reparación del menisco de la rodilla dañado y las articulaciones sinoviales; articulación temporomandibular y las vértebras.